# Pall Mall (sigarette)

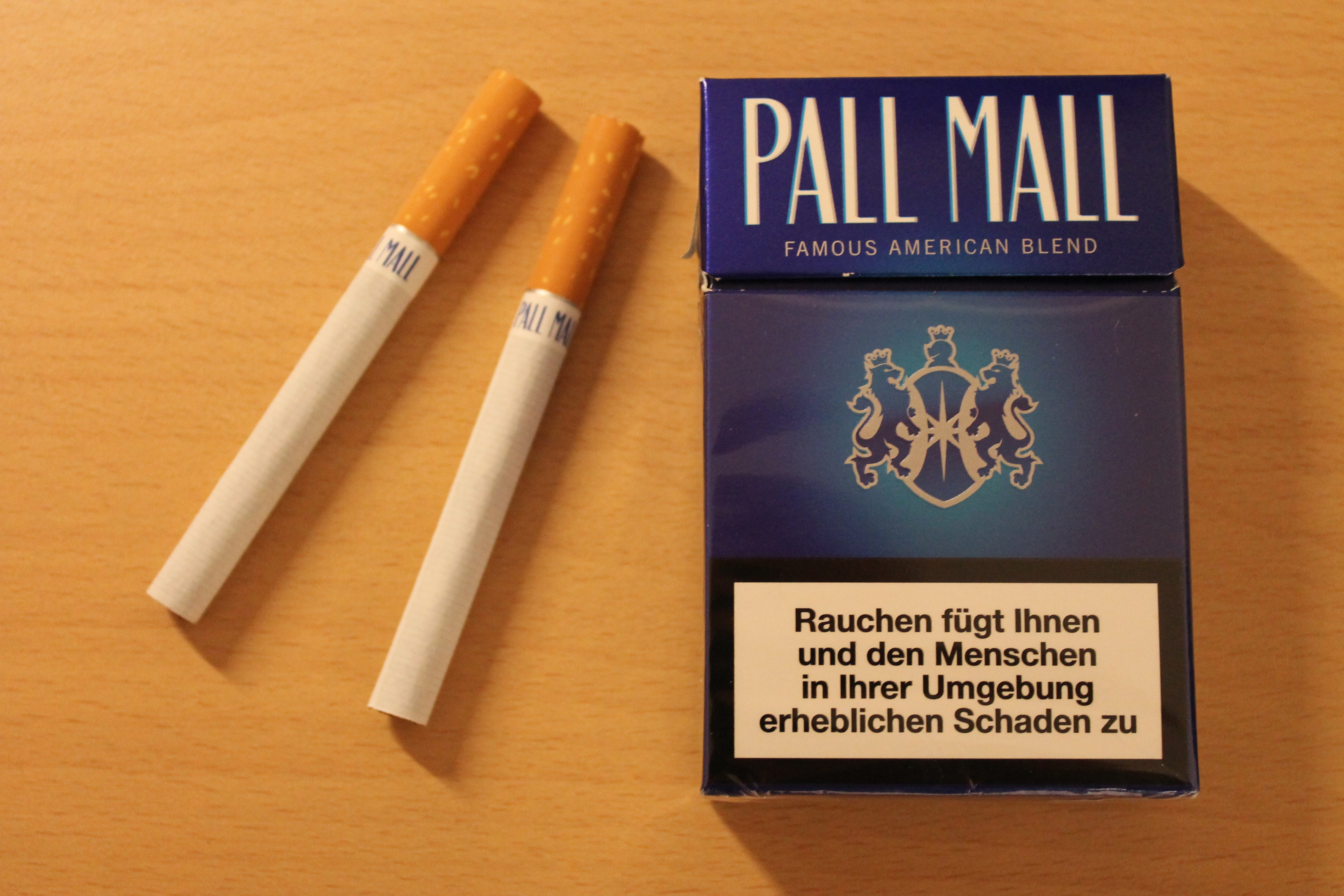
Un pacchetto tedesco di Pall Mall Blue

Pall Mall è un marchio di sigarette statunitensi, prodotte e vendute sul mercato internazionale e statunitense dalla British American Tobacco, che negli Stati Uniti d'America le vende attraverso la sua controllata R. J. Reynolds Tobacco Company.
Le Pall Mall sono state introdotte nel 1899 e sono vendute in oltre 85 paesi. I volumi di vendita delle Pall Mall sono cresciuti del 22% nel 2008 a 62 miliardi di sigarette. Mercati chiave includono la Germania, la Francia, l'Italia, la Russia, l'Uzbekistan e il Pakistan.

## Storia
Il marchio è nato nel 1899 ad opera della Butler & Butler Company, con l'obiettivo di produrre un tipo di sigarette di classe superiore (premium).

Nel 1907 la Butler & Butler è stata acquistata dalla American Tobacco, e il marchio Pall Mall usato per lanciare un nuovo modello di sigaretta, la cosiddetta King Size, più lunga dei 7cm della sigaretta classica.

Intorno al 1960 il marchio raggiunse l'apice della popolarità, e la sigaretta lunga 85mm divenne uno standard di fatto (mod. King Size, appunto). 
Nel 1996 la palma del marchio più venduto passò alla Winston, forte di una campagna pubblicitaria particolarmente indovinata.
Dal 30 settembre 2015 l'Agenzia delle Dogane e Monopoli ne dispone la radiazione dalla vendita; il marchio verrà successivamente inglobato nel brand Rothmans of London.

## Tipologie
Dopo l'abolizione in Italia e nell'intera Unione europea delle diciture Light, Extra Light, ecc. dai pacchetti, le Pall Mall sono ora in commercio con diversi nomi di colori e città per differenziarle; la sigaretta versione KS (King Size) è lo standard ed è lunga 85mm, la versione 100's è lunga 100mm e la versione Superslims ha un diametro più piccolo ed è lunga 100mm.

Le confezioni sono sia a pacchetto duro (astuccio) di cartoncino che morbido (cartoccio) di carta, con gli angoli smussati (Palm Pack).
| Denominazione commerciale             | Colore pacchetto / Città / Versione      | Catrame | Nicotina | CO    | Tipo di confezione                                   |
| ------------------------------------- | ---------------------------------------- | ------- | -------- | ----- | ---------------------------------------------------- |
| PALL MALL AMBER KS 10'S               | ambra / Los Angeles / medium             | 4 mg    | 0,4 mg   | 5 mg  | Confezione astuccio da 10 pezzi                      |
| PALL MALL AMBER KS 20'S               | ambra / Los Angeles / medium             | 4 mg    | 0,4 mg   | 5 mg  | Confezione astuccio da 20 pezzi                      |
| PALL MALL AZURE 100's                 | azzurro / Miami / Light                  | 5 mg    | 0,4 mg   | 5 mg  | Confezione astuccio da 20 pezzi, lunghe 100mm        |
| PALL MALL AZURE KS 10'S               | azzurro / Miami / Light                  | 4 mg    | 0,4 mg   | 5 mg  | Confezione astuccio da 10 pezzi                      |
| PALL MALL AZURE KS 20'S               | azzurro / Miami / Light                  | 4 mg    | 0,4 mg   | 5 mg  | Confezione astuccio da 20 pezzi                      |
| PALL MALL BLUE 100's                  | blu / San Francisco / Medium             | 8 mg    | 0,7 mg   | 9 mg  | Confezione astuccio da 20 pezzi, lunghe 100mm        |
| PALL MALL BLUE KS 10'S                | blu / San Francisco / Medium             | 8 mg    | 0,7 mg   | 9 mg  | Confezione astuccio da 10 pezzi                      |
| PALL MALL BLUE KS 20'S                | blu / San Francisco / Medium             | 8 mg    | 0,7 mg   | 9 mg  | Confezione astuccio da 20 pezzi                      |
| PALL MALL BLUE KS 20'S                | blu / San Francisco / Medium             | 8 mg    | 0,7 mg   | 9 mg  | Confezione cartoccio da 20 pezzi                     |
| PALL MALL PACIFIC BAY (BLUE)          | bianco-blu / Pacific Bay / Medium        | 7 mg    | 0,6 mg   | 9 mg  | Confezione astuccio da 20 pezzi, versione superslims |
| PALL MALL RED 100'S KS                | rosso / New Orleans / Strong             | 10 mg   | 0,8 mg   | 10 mg | Confezione astuccio da 20 pezzi, lunghe 100mm        |
| PALL MALL RED KS 10'S                 | rosso / New Orleans / Strong             | 10 mg   | 0,8 mg   | 10 mg | Confezione astuccio da 10 pezzi                      |
| PALL MALL RED KS 20'S                 | rosso / New Orleans / Strong             | 10 mg   | 0,8 mg   | 10 mg | Confezione cartoccio da 20 pezzi                     |
| PALL MALL RED KS 20'S                 | rosso / New Orleans / Strong             | 10 mg   | 0,8 mg   | 10 mg | Confezione astuccio da 20 pezzi                      |
| PALL MALL SAN FRANCISCO CHARCOAL 20'S | bianco-blu / San Francisco / Medium      | 9 mg    | 0,7 mg   | 8 mg  | Confezione astuccio da 20 pezzi, con filtro charcoal |
| PALL MALL SUNSET BOULEVARD (AMBER)    | bianco-ambra / Sunset Boulevard / medium | 4 mg    | 0,4 mg   | 4 mg  | Confezione astuccio da 20 pezzi, versione superslims |
| PALL MALL WHITE KS 20'S               | bianco / Manhattan / Ultra Light         | 1 mg    | 0,1 mg   | 2 mg  | Confezione astuccio da 20 pezzi                      |

## Pronuncia
La pronuncia originale di Pall Mall è /pεːl mεːl/ (pèl mèl) come si può ascoltare nelle vecchie pubblicità degli anni '50, '60 e '70; dopo l'entrata in vigore del Public Health Cigarette Smoking Act negli anni '70, che proibiva la pubblicità sulle sigarette, la pronuncia si è modificata nella sua forma fonetica /pæl mæl/ (pal mal).

## Le Pall Mall nei media
- Le Pall Mall sono le uniche sigarette fumate da Worick Arcangelo, uno dei protagonisti del manga GANGSTA di Koshke.
- Le Pall Mall sono il marchio di sigarette preferito di Daisuke Jigen, protagonista della famosa serie Lupin III; nel film Lupin III - La pietra della saggezza fuma le Pall Mall Superlongs.
- Le Pall Mall vengono citate nella canzone Reclame dei Baustelle, nella canzone Una minima di Fritz da Cat e Fabri Fibra, nella canzone L'ho vista di Babaman, nella canzone Bonus Track (Mr.Simpatia) di Fabri Fibra, nella canzone "A Lametta" dei Coma_Cose e nella canzone Non mi batte neanche il cuore di Fred De Palma feat. MadMan, tratto dall'album Lettera al successo, in cui il marchio viene nominato proprio da MadMan.
- "Dove Mr. Pall incontra Mr. Mall..." è una frase della canzone In clandestinità di Vinicio Capossela.
- Le Pall Mall compaiono nel film Secret Window.
- Nel film I due superpiedi quasi piatti con Terence Hill e Bud Spencer, in una scena compare un cartellone pubblicitario delle Pall Mall Extra Mild.
- Le Pall Mall vengono citate in Italian Dandy, canzone del cantautore italiano Brunori Sas.
- Le Pall Mall vengono citate nella canzone "Nella Pancia dello Squalo" del rapper italiano Salmo.
- Le Pall Mall vengono citate nella canzone "Party privato" del rapper italiano Tedua.
- Le Pall Mall vengono citate nella canzone "L'amica di Annalisa" dei rapper Murubutu & Claver Gold prodotta da Dj West.